# 横浜市立瀬ヶ崎小学校
横浜市立瀬ヶ崎小学校（よこはましりつ せがさきしょうがっこう）は、神奈川県横浜市金沢区六浦東にある市立小学校。

## 概要
1955年に六浦小学校から分離独立して開校。

## 沿革
- 1955年（昭和30年） - 開校
- 1956年（昭和31年） - 校舎落成式
- 1965年（昭和40年） - 屋内運動場（講堂兼体育館）完成
- 1971年（昭和46年） - プール完成
- 1983年（昭和58年） - わんぱくランド（アスレチック）完成
- 2001年（平成13年） - はまっ子ふれあいスクール開校
- 2008年（平成20年） - 「アスレの森」オープン

（出典：瀬ケ崎小学校公式サイト（ホーム  >  学校紹介  > 沿革） ）

## 交通アクセス
- 京急本線追浜駅下車 徒歩10分
- 京急バス「瀬ヶ崎」下車 徒歩2分